# Carlos Antón Jiménez
Pour les articles homonymes, voir Jiménez.
Jiménez  Lozano est un nom espagnol. Le premier nom de famille, en général paternel, est Jiménez ; le second, en général maternel, souvent omis, est Lozano.
Carlos Antón Jiménez Lozano, né le 2 février 1992 à Puertollano, est un coureur cycliste espagnol.

## Biographie
En 2011, Carlos Antón Jiménez intègre l'équipe réserve de Caja Rural, pour son passage en catégorie espoirs (moins de 23 ans). Durant l'été, il s'adjuge une étape du Tour de Tolède. En 2012, il gagne le San Miguel Saria à Laukiz, une étape au Tour de la Bidassoa et sur le Tour de Zamora. En 2013, il remporte le Pentekostes Saria, réservée aux coureurs de moins de 23 ans.
En 2014, il est recruté par l'équipe Café Baqué-Conservas Campos. Régulier sur les courses espagnoles, il enchaîne les podiums, terminant notamment troisième championnat d'Espagne sur route espoirs. Il est également septième du Giro della Pesca e Nettarina  et du Tour du Portugal de l'Avenir.
Il réintègre la filiale de l'équipe Caja Rural-Seguros RGA en 2015. Au mois de juin, il s'illustre parmi les professionnels en prenant la quatrième place du championnat d'Espagne, derrière Alejandro Valverde, Carlos Barbero et Jesús Herrada. Il remporte à cette occasion le titre national dans la catégorie amateurs,. Le mois suivant, il s'impose sur la quatrième étape du Tour de León. À partir du mois d'août, il intègre l'équipe professionnelle de Caja Rural-Seguros RGA en tant que stagiaire.
Il devient coureur professionnel en 2016, en rejoignant l'équipe continentale portugaise Rádio Popular-Boavista. Pour ses débuts à ce niveau, il se classe quinzième du Tour de La Rioja et de la Klasika Primavera, neuvième d'étape sur le Tour de la communauté de Madrid.
Au premier semestre 2017, il court avec la nouvelle équipe continentale Bolivia, formation dirigée par l'ancien coureur Laudelino Cubino et visant à développer le cyclisme bolivien. L'équipe rencontre cependant des difficultés financières, ne pouvant verser les salaires aux coureurs. Il quitte alors cette équipe début juin pour rejoindre la formation Burgos BH.

## Palmarès et résultats

### Palmarès par année
- 2010
  - 2e de la Gipuzkoa Klasika
  - 2e de la Bizkaiko Itzulia
  - 3e du Circuito Guadiana juniors
  - 6e du championnat d'Europe sur route juniors
- 2011
  - 3e étape du Tour de Tolède
- 2012
  - Laukizko Udala Saria
  - San Miguel Saria
  - 1re étape du Tour de la Bidassoa
  - 2e étape du Tour de Zamora
- 2013
  - Pentekostes Saria
  - 3e du Trophée Eusebio Vélez
- 2014
  - Leintz Bailarari Itzulia
  - 2e de l'Antzuola Saria
  - 2e du Laudio Saria
  - 3e du championnat d'Espagne sur route espoirs
  - 3e du Premio Nuestra Señora de Oro
  - 3e du Circuit d'Escalante
- 2015
  -  Champion d'Espagne sur route amateurs
  - 4e étape du Tour de León
  - 2e du San Juan Sari Nagusia
  - 2e du Dorletako Ama Saria
  - 3e de Bayonne-Pampelune

### Classements mondiaux
| Année                                 | 2014 | 2015 | 2016  |
| ------------------------------------- | ---- | ---- | ----- |
| Classement mondial                    |      |      | 1936e |
| UCI Europe Tour                       | 879e | 721e | 1288e |
|                                       |      |      |       |
| Légende : nc = non classéSource : UCI |      |      |       |